# جايسون هارتمان (مغني)
جايسون هارتمان (بالإنجليزية: Jason Hartman)‏ هو مغني جنوب أفريقي، ولد في 21 نوفمبر 1979.

## وصلات خارجية
- جايسون هارتمان على موقع IMDb (الإنجليزية)
- جايسون هارتمان على موقع ميوزك برينز (الإنجليزية)
- جايسون هارتمان على موقع ديسكوغز (الإنجليزية)
- جايسون هارتمان على موقع قاعدة بيانات الفيلم (الإنجليزية)